# 築山桂
築山 桂（つきやま けい、1969年 - ）は、日本の小説家。女性。京都府出身、福井県福井市在住。

## 来歴
1992年、大阪大学文学部卒業。同大学院で日本近世史を専攻し、2002年、文学研究科博士後期課程単位取得。
NHK土曜時代劇『浪花の華〜緒方洪庵事件帳〜』の原作者。

## 人物
千葉真一・志穂美悦子のファンで、時代劇は小学生の時に滝沢馬琴の『南総里見八犬伝』を読んだのがきっかけで好きになり、『必殺仕置人』も好きだったという。

## 受賞
- 平成16年度げんでん芸術新人賞

## 著書
- 『浪華の翔風』鳥影社・ロゴス企画部 1998　のちポプラ文庫ピュアフル
- 『緒方洪庵・浪華の事件帳』シリーズ
  - 『禁書売り―緒方洪庵浪華の事件帳』鳥影社・ロゴス企画部、2001年。　のち双葉文庫（のち同新装版）
  - 『北前船始末―緒方洪庵浪華の事件帳』鳥影社・ロゴス企画部、2002年。　のち双葉文庫（のち同新装版）
- 『鴻池小町事件帳 浪華闇からくり』ハルキ文庫 2003
- 『甲次郎浪華始末』シリーズ　双葉文庫　
  - 蔵屋敷の遣い 2004
  - 雨宿り恋情 2005
  - 残照の渡し 2005
  - 迷い雲 2006
  - 巡る風 2006
- 『銀杏屋敷捕物控』シリーズ　双葉文庫　
  - 初雪の日 2006
  - 葉陰の花 2007
  - まぼろしの姫 2007
- 『一文字屋お紅実事件帳』シリーズ　広済堂文庫
  - 紅珊瑚の簪 2006
  - 御堂筋の幻 2006
- 『寺子屋若草物語』シリーズ　徳間文庫　
  - てのひら一文 2008
  - 闇に灯る 2009
  - 夕月夜 2009
- 『家請人克次事件帖』シリーズ　双葉文庫（のち同新装版）
  - 夏しぐれ 2008
  - 冬の舟影 2008
  - 秋草の花 2009
  - 春告げ鳥 2009
- 『浪華疾風伝あかね』シリーズ　ポプラ文庫ピュアフル
  - 1 天下人の血 2010
  - 2 夢のあと　2010
- 『天文御用十一屋』シリーズ　幻冬舎時代小説文庫
  - 星ぐるい 2010
  - 花の形見 2011
  - 烏刺奴斯の闇 2012
- 『左近浪華の事件帳』シリーズ　双葉文庫（のち同新装版）
  - 遠き祈り 2011
  - 闇の射手 2012
  - 影の泣く声 2019
  - 眠れる名刀 2020
- 『未来記の番人』PHP文芸文庫 2015
- 『緒崎さん家の妖怪事件簿』シリーズ　小学館ジュニア文庫
  - （サブタイトル無し） 2017
  - 桃×団子パニック! 2017
  - 狐×迷子パレード! 2018
  - 月×姫ミラクル! 2018
- 『近松よろず始末処』ポプラ社（のちポプラ文庫） 2018
- 『彼方からのジュエリーナイト』小学館ジュニア文庫 2021
- 『オオカミ神社におねがいっ!』シリーズ　小学館ジュニア文庫
  - 姫巫女さまの大事件 2023
  - 姫巫女さまの宝さがし 2023
  - 姫巫女さまの再出発 2025